# Carapanón
Carapanón es el nombre de una variedad cultivar de manzano (Malus domestica). Esta manzana está cultivada en diversos viveros entre ellos algunos dedicados a conservación de árboles frutales en peligro de desaparición. Esta manzana es originaria del Principado de Asturias, donde tuvo su mejor época de cultivo comercial en la década de 1960, y actualmente en menor medida aún se encuentra.

## Sinónimos
- "Manzana Carapanón".[5][7][8]

## Historia
Asturias presenta unas condiciones de clima y de suelos excelentes para el cultivo del manzano. De hecho, hasta mediados del siglo XX Asturias era la mayor productora de manzana de toda la península ibérica. Sin embargo, esa situación cambió como consecuencia de la aparición de nuevas zonas de cultivo en el nordeste peninsular y, sobre todo, a que en Asturias no se concretaron canales de comercialización adecuados.
'Carapanón' es una variedad del Principado de Asturias. El cultivo del manzano en Asturias en superficies importantes se remonta a principios del siglo XX. Las plantaciones originales se realizaron con variedades indígenas ('Amandi', 'Carapanón', 'Chata Blanca', 'Reineta Caravia', 'Reineta Encarnada de Asturias' y otras), posteriormente se dio paso a otras variedades extranjeras como la 'Reineta de Canadá' que es la más cultivada actualmente en 2020.
'Carapanón' está considerada incluida en las variedades locales autóctonas muy antiguas, cuyo cultivo se centraba en comarcas muy definidas. Se caracterizaban por su buena adaptación a sus ecosistemas y podrían tener interés genético en virtud de su adaptación. Se encontraban diseminadas por todas las regiones fruteras españolas, aunque eran especialmente frecuentes en la España húmeda. Estas se podían clasificar en dos subgrupos: de mesa y de sidra (aunque algunas tenían aptitud mixta).
'Carapanón' es una variedad clasificada como de mesa, difundido su cultivo en el pasado por los viveros comerciales y cuyo cultivo en la actualidad se ha reducido a huertos familiares y jardines privados.

## Características
El manzano de la variedad 'Carapanón' tiene un vigor Medio; florece a inicios de mayo; tubo del cáliz ancho, triangular o en forma de embudo con tubo estrecho corto, y con los estambres situados casi en su base.
La variedad de manzana 'Carapanón' tiene un fruto de tamaño medio; forma tronco-cónica o esférica aplastada por los polos, algunos frutos rebajados marcadamente de uno de los lados en su cima, y con contorno irregular; piel algo ruda y fuerte; con color de fondo amarillo, sobre color bajo, siendo el color del sobre color rojo fuerte, siendo su reparto en placas / rayas, con chapa más o menos intensa de pinceladas rojo intenso ciclamen, en el resto de la superficie se entremezclan rayas, placas y punteado, dando al fruto un aspecto tosco, acusa punteado abundante ruginoso muy vistoso sobre la placa, y una sensibilidad al "russeting" (pardeamiento áspero superficial que presentan algunas variedades) medio; pedúnculo corto, y de grosor medio, anchura de la cavidad peduncular es amplia o estrecha, profundidad de la cavidad pedúncular de profundidad media, con extensa chapa ruginosa que desborda la cavidad, bordes irregulares y globosos, rebajados de un lado, e importancia del "russeting" en cavidad peduncular fuerte; anchura de la cavidad calicina amplia o media, profundidad de la cav. calicina poco profunda, con bordes ligeramente ondulados, en el fondo, leve placa circular ruginosa, importancia del "russeting" en cavidad calicina  débil; ojo grande o medio, abierto, dejando ver ampliamente la fosa calicina con sus estambres; sépalos triangulares, cortos, muy anchos en su base, puntas agudas y vueltas hacia fuera.
Carne de color blanco moreno; textura esponjosa y crujiente; sabor característico de la variedad, suavemente astringente pero bueno; corazón bulbiforme, pequeño, centrado. Eje abierto o entreabierto. Celdas alargadas, cartilaginosas, con alguna raya lanosa. Semillas de tamaño medio, color castaño claro.
La manzana 'Carapanón' tiene una época de maduración y recolección muy tardía en el otoño-invierno, se recolecta desde mediados de octubre hasta mediados de noviembre, madura durante el invierno aguanta varios meses más. Se usa como manzana de mesa fresca.